# Oldenburg (land)

Storhertigdömet Oldenburgs flagga från 1871

Oldenburg var en stat som låg i nuvarande nordvästra Niedersachsen i Tyskland. 
Storhertigdömet Oldenburg 1815–1918 var en delstat i Tyska riket. Den ursprungliga delen av Storhertigdömet (Altoldenburg) ligger i nuvarande Niedersachsen. År 1803 tillkom den södra delen av hertigdömet (Oldenburger Münsterland). Sedan 1773 hörde även furstendömet Lübeck (Eutin och Lübecker Bucht) och sedan 1817 furstendömet Birkenfeld till Oldenburg. 

## Omfattning
Den sydligaste delen av Oldenburg var katolsk (Oldenburger Münsterland), medan övriga delar var protestantiska (egentliga Oldenburger Land eller Altoldenburg). Till Oldenburger Land räknas städerna Oldenburg, Wilhelmshaven och Delmenhorst samt distrikten Landkreis Friesland, Landkreis Ammerland, Landkreis Oldenburg, Landkreis Cloppenburg, Landkreis Wesermarsch och Landkreis Vechta.

## Historia

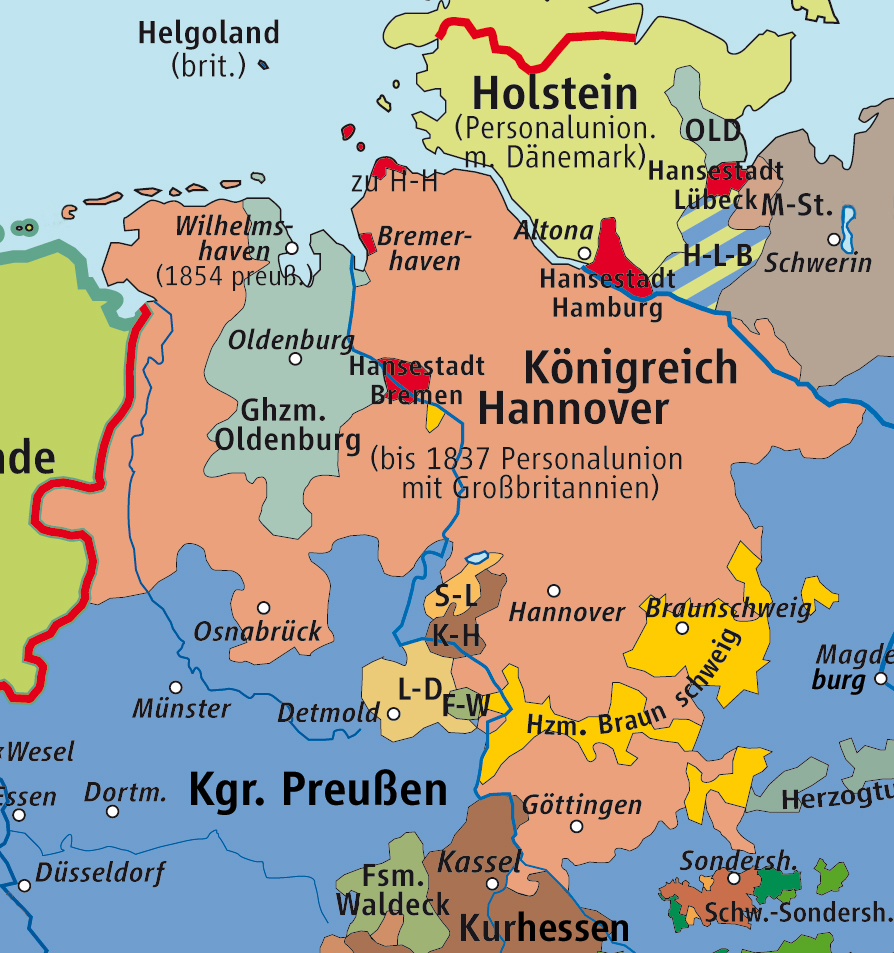
Efter Wienkongressen blev Oldenburg ett storhertigdöme. Omgivande delar tillföll Kungariket Hannover

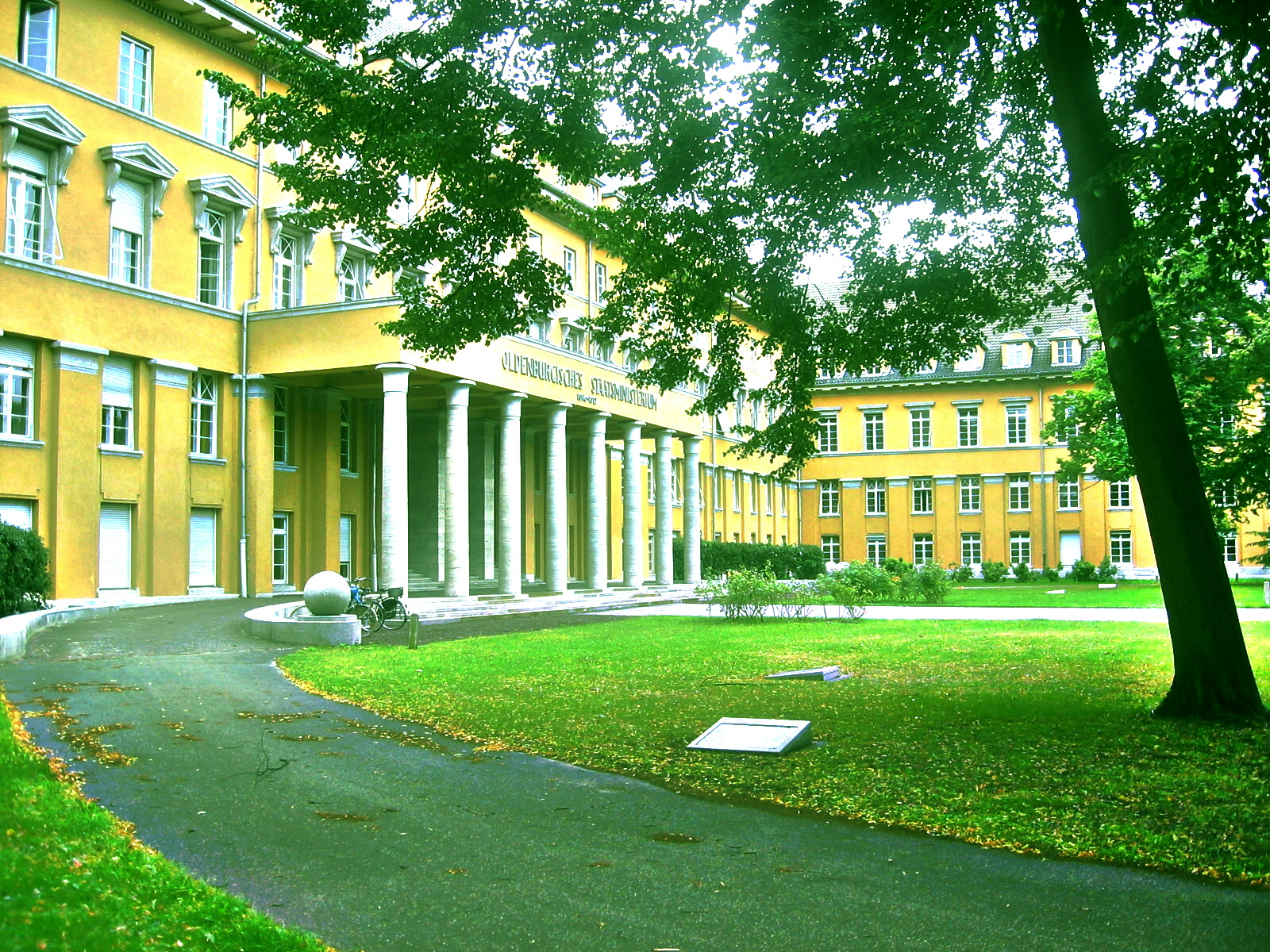
Lantdagen och Oldenburgs statsministerium

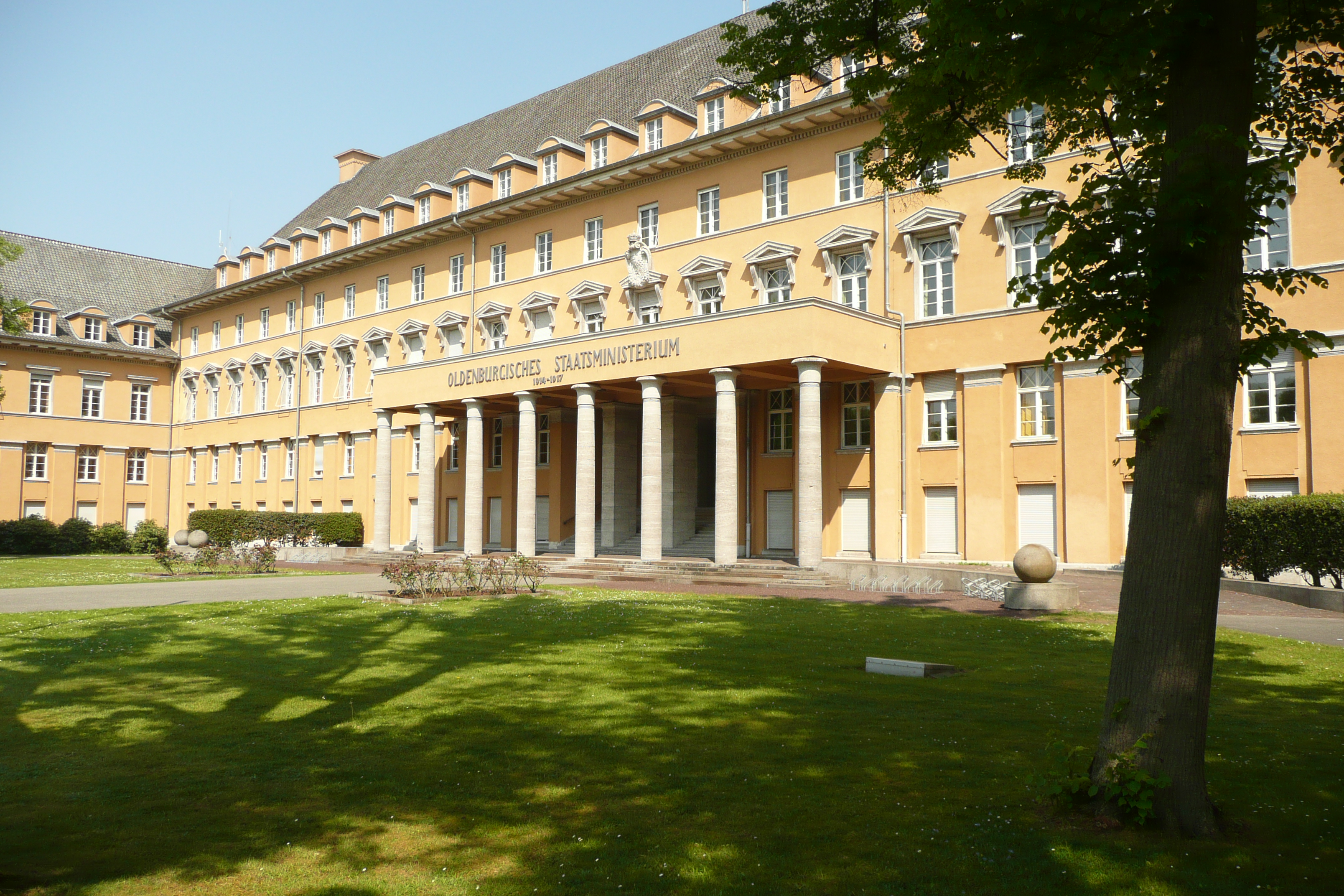
Oldenburgs statsministerium

En greve av Oldenburg inom stamhertigdömet Sachsen omtalas omkring år 1000.
Delades 1272 det i linjerna Oldenburg och Delmenhorst, men förenades åter under Didrik av Oldenburg. När hans äldste son Kristian I blev kung av Danmark övergick Oldenburg till den yngre brodern Gerhard av Oldenburg. 1531 blev Oldenburg riksomedelbart län.
Grevskapets utbredning blev under åren allt större och år 1575 kom Jever genom arv att bli en del av grevskapet. Under reformationen på 1500-talet blev området protestantiskt. År 1667 tillföll Oldenburg, med undantag för Jever och Kniphausen, det danska kungahuset när greve Anton Günther av Oldenburg dog utan några arvtagare. 
Genom olika bytesaffärer kom grevskapet år 1773 under huset Holstein-Gottorp och därmed under en mycket kort period under ryske tsaren Paul. Därefter blev furstbiskopen av Lübeck, Fredrik August av Holstein-Gottorp, greve av Oldenburg. Kejsar Josef II upphöjde honom 1774/1777 till hertig. Hertigdömet Oldenburg kom därmed att bestå av två geografiskt skilda delar: Oldenburg och Stiftet Lübeck som efter sekulariseringen 1803 blev furstendömet Lübeck med residensstaden Eutin. År 1803 kom områdena Wildeshausen, Münster, Vechta och Cloppenburg genom byten till hertigdömet. 
Även om hertigdömet Oldenburg tillträdde Rhenförbundet blev det år 1810, genom Napoleonkrigen en del av Frankrike. Efter Napoleons fall 1814 återvände hertig Peter Fredrik Ludvig av Oldenburg till Oldenburg och på Wienkongressen 1815 blev Oldenburg upphöjt till storhertigdöme. Samtidigt fördes furstendömet Birkenfeld till storhertigdömet. År 1818 fick Oldenburg tillbaka området runt Jever från den ryske tsaren Alexander I. 
Under revolutionsåren 1848-49 fick landet en ny grundlag. År 1852 gick Oldenburg med i den tysk-österrikiska postföreningen och samma år gavs storhertigdömets första frimärken ut. År 1854 kom området Kniphausen tillbaka till Oldenburg och samma år gick storhertigdömet med i den tyska tullföreningen. År 1867 gick landet med i nordtyska förbundet. 
I dansk-tyska kriget 1864 var Oldenburg neutralt. I tyska enhetskriget ställde sig Oldenburg på Preussens sida mot Österrike. Oldenburg deltog även i fransk-tyska kriget 1870-71. 
Den siste storhertigen, Fredrik August II, tvingades till följd av novemberrevolutionen avgå den 11 november 1918. Efter första världskriget och storhertigens avgång blev Oldenburg en fristat, i den nya tyska republiken.
Efter andra världskriget blev Oldenburg ett eget förvaltningsområde (inklusive Wilhelmshaven men exklusive Birkenfeld-området och Lübeck-området) som bestod fram till 1978. Den 1 februari 1978 blev Oldenburg en del av Regierungsbezirk Weser-Ems. Samtidigt blev Oldenburg huvudstad i området. Den 1 januari 2005 upplöstes detta Regierungsbezirk och därmed avslutades staden Oldenburgs historia som regeringssäte. 
I en folkomröstning den 19 januari 1975 röstade Oldenburgs medborgare för att området skulle bli en egen delstat och därmed lämna Niedersachsen. Tyska förbundsdagen avslog dock i januari 1976 ansökan om att återupprätta Oldenburg som en egen delstat.

## Kultur
Oldenburger Lands kulturella frågor handläggs av Oldenburgische Landschaft. Landets historia skildras på museet som finns inrymt i slottet i Oldenburg.